# Pescaíto
Pescaíto es un barrio de la comuna 3 de Santa Marta, Colombia. Fue fundado durante las primeras décadas del siglo XX. 

## Características
Junto con Barrio Norte, es uno de los barrios más antiguos de la zona septentrional de la ciudad.   
Las principales vías del barrio son la carrera 11 y la calle 6. La carrera 11 es de gran importancia ya que es la vía que conduce al corregimiento de Taganga.  La calle 6 es de gran importancia porque por esta calle se encuentra la iglesia Nuestra Señora del Carmen, más conocida como la iglesia de Pescaíto. 
El barrio es de estratos 1, 2 y 3  de carácter residencial y comercial. En sus  calles crecieron los futbolistas David Ferreira , Jorge Bolaño y Carlos Valderrama quien fundaría años después el Estadio de fútbol La Castellana.